# Karikala
Karikala Chola (tamilisch கரிகால் சோழன் Karikāl Cōḻaṉ) war einer der bedeutendsten Chola-Könige des tamilischen Sangamzeitalters in Südindien. Er war der Sohn von Ilamchetchenni, herrschte etwa im 2. Jahrhundert n. Chr. und war unter seinen Beinamen Karikala Peruvallattan (கரிகால பெருவளத்தான்) und Tirumavalavan (திருமாவளவன்) bekannt.